# بروس ليرد
بروس ليرد (بالإنجليزية: Bruce Laird)‏ هو لاعب كرة قدم أمريكية أمريكي، ولد في 23 مايو 1950.